# Parco nazionale dell'Isola di Pantelleria
Il Parco nazionale dell'Isola di Pantelleria (in siciliano Parcu nazziunali di l'Isula di Pantiddraria) è un'area naturale protetta situata in Sicilia sull'Isola di Pantelleria. È stato istituito con decreto del Presidente della Repubblica del 28 luglio 2016 ed è, in ordine cronologico, il penultimo parco nazionale italiano ad essere stato istituito, e il primo in Sicilia.

## Storia
L'art. 26 §4-septies della legge n. 222/2007 prevedeva l'istituzione di 4 parchi nazionali in Sicilia. Dopo un ricorso della Regione Siciliana, che invocava la potestà esclusiva in tema di ambiente, la Corte Costituzionale ha stabilito - con la sentenza n. 12 del 2009 - che in materia di parchi nazionali la competenza è esclusivamente dello Stato, anche nelle Regioni a statuto speciale, cui resta la competenza dei parchi regionali.
I parchi nazionali previsti dalla legge erano: il Parco delle Egadi e del litorale trapanese, il Parco delle Eolie, il Parco dell'Isola di Pantelleria e il Parco degli Iblei.
In particolare il Consiglio dei ministri del 20 giugno 2016, avendo ricevuto l'assenso della Giunta regionale della Regione Siciliana, ha deliberato l'approvazione dell'istituzione del Parco nazionale dell'Isola di Pantelleria, da realizzarsi con un decreto del Presidente della Repubblica. Il 7 giugno 2016 è arrivata la Deliberazione della giunta regionale siciliana n.206 che approvava lo schema di decreto istitutivo del parco.
Il 28 luglio seguente è stato emanato il DPR di Istituzione del Parco nazionale «Isola di Pantelleria» e dell'Ente Parco ed è stato poi pubblicato sulla Gazzetta ufficiale n.235 del 7 ottobre 2016.
Un decreto del 14 dicembre 2016 dell’Assessore al Territorio ed Ambiente della Regione Siciliana ha così soppresso la Riserva naturale orientata Isola di Pantelleria, il cui territorio viene incluso nel parco nazionale, e ha nominato nel contempo un commissario ad acta per gestire le autorizzazioni necessarie per le attività che rivestono carattere di urgenza durante la fase istitutiva del nuovo ente parco.

## Territorio
Il territorio del parco è suddiviso in tre zone:
- zona 1, di rilevante interesse naturalistico, paesaggistico, agricolo e/o storico culturale, con inesistente o minimo grado di antropizzazione;
- zona 2, di valore naturalistico, paesaggistico, agricolo e/o storico culturale, con limitato grado di antropizzazione;
- zona 3, di valore paesaggistico e/o storico culturale, con elevato grado di antropizzazione.

La sorveglianza del territorio, secondo il DPR istitutivo, è affidata al Corpo forestale della Regione siciliana, insieme al Comando unità per la tutela forestale, ambientale e agroalimentare dell'Arma dei Carabinieri.

## Flora

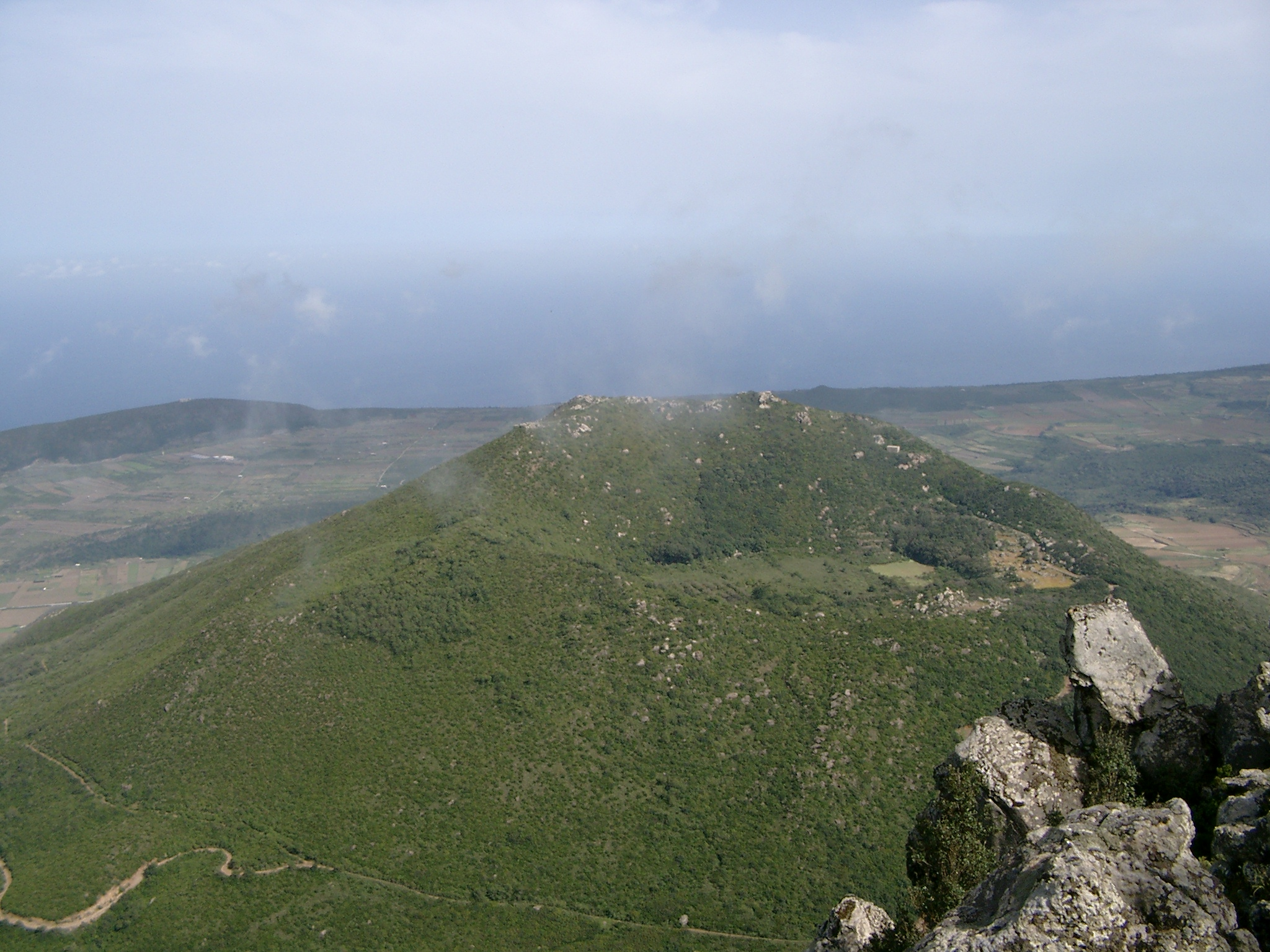
Monte Gibéle visto dalla Montagna Grande

La flora, caratterizzata dalla macchia mediterranea, è costituita da euforbia, ginepro e mirto. Verso l'interno e a quote più elevate si trova il leccio, l'erica, il corbezzolo ed il pino marittimo. Sulle scogliere aride crescono radi qualche lentisco e ginestra.

## Fauna

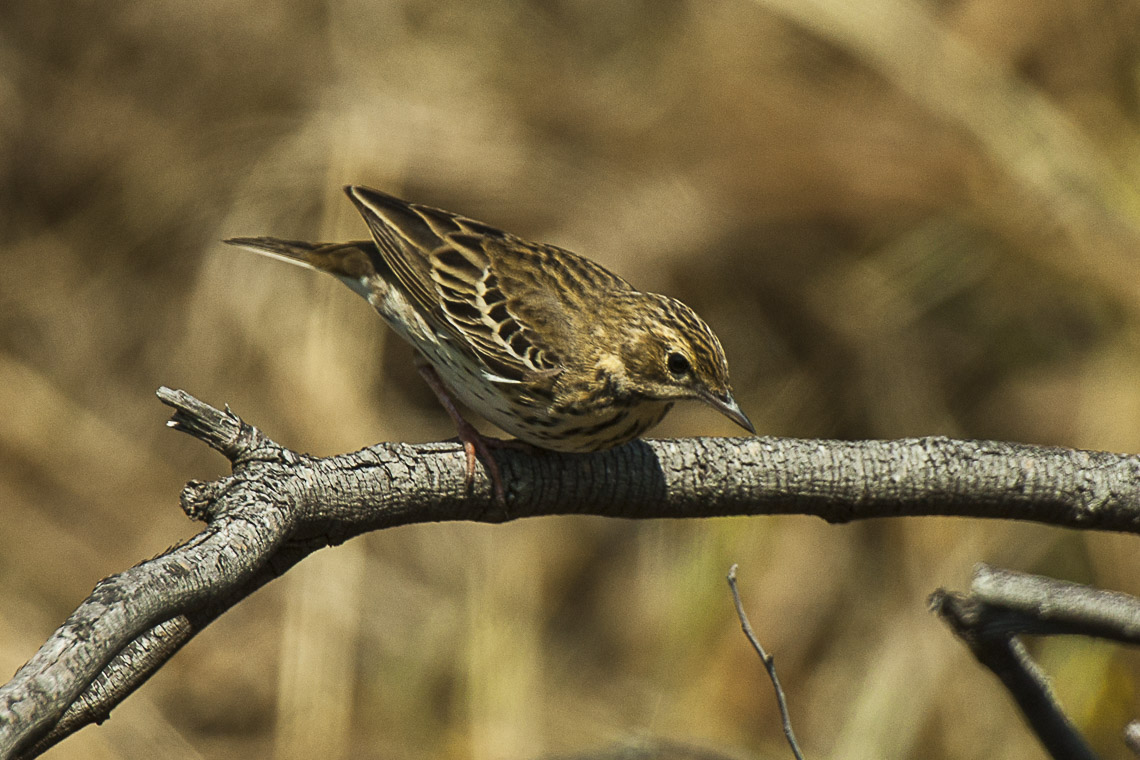
Un prispolone, Anthus trivialis, migratore trans-sahariano

La fauna è varia, vista l'estensione dell'isola, e presenta specie europee ma anche nord-africane vista la vicinanza con il continente africano. Fra gli uccelli si possono ricordare il beccamoschino, la cinciallegra, nonché diverse specie di uccelli migratori che vi fanno tappa durante le migrazioni. Fra i rettili si ricorda il colubro ferro di cavallo (Hemorrhois hippocrepis nigrescens).
Caratteristico è l'asino pantesco, una razza di asino originaria dell'isola, molto diffusa fino a pochi decenni fa, ma giunta ormai alla quasi totale estinzione.

## L'Ente parco
L'Ente parco è stato gestito inizialmente da un commissario, Renato Grimaldi, e due subcommissari, nominati dal ministro dell'Ambiente. Il 5 febbraio 2018 il ministro Galletti nomina presidente dell'ente parco il sindaco uscente dell'isola, Salvatore Gino Gabriele. Nell'aprile 2021 il Ministro della Transizione ecologica Roberto Cingolani ha nominato Sonia Anelli nuovo Direttore. Nell'agosto 2023 il ministro dell'ambiente Gilberto Pichetto Fratin ha nominato Italo Cucci Commissario straordinario del Parco..